# Тру-о-Биш
Тру-о-Биш — это небольшой город с общественным пляжем на северном побережье острова Маврикий в округе Памплемус.
Тру-о-Биш начинался как маленькая рыбацкая деревня в XIX веке. Его название упоминается на карте Лислет Жоффруа 1807 года во время французского колониального правления островом. В современной эпохе он развился в небольшой город с двухкилометровым белопесчаным пляжем в тени Казуарин, снорклингом в рифах, бутиками, супермаркетами и другими объектами питания вдоль дороги B38 для семейного туризма.
Несмотря на то, что туризм начался в Маврикии в 1952 году с сооружения небольшого отеля в Курепипе для лётных экипажей, прибывающих в колониальном Маврикии, первый крупный отель был построен в Тру-о-Биш в 1971 году после того как Маврикий получил независимость в 1968. Город сохраняет свой деревенский стиль, менее коммерциализирован, чем Гран-Бэ. Недалеко от города в Триоле находятся: крупнейший на острове индуистский храм, построенный в 1888 году, расположенный недалеко от поля для гольфа; аквариум Маврикия; другой пляж в Поинт-о-Пиментс и зона для наблюдения за закатом.

## Галерея
- Дорога в сторону пляжа
- Остановка у пляжа
- Пляж
- Казуарина
- Узкие дороги Тру-о-Биш